# Xã Clay, Quận Dunklin, Missouri
Xã Clay (tiếng Anh: Clay Township) là một xã thuộc quận Dunklin, tiểu bang Missouri, Hoa Kỳ. Năm 2010, dân số của xã này là 1.453 người.